# Mount Whymper, Kootenay nationalpark
Mount Whymper är ett berg i Kanada.   Det ligger i provinsen British Columbia, i den centrala delen av landet, 3 000 km väster om huvudstaden Ottawa. Toppen på Mount Whymper är 2 821 meter över havet, eller 262 meter över den omgivande terrängen. Bredden vid basen är 2,3 km. Mount Whymper ingår i Bow Range.
Terrängen runt Mount Whymper är huvudsakligen bergig, men åt nordost är den kuperad.Trakten runt Mount Whymper är nära nog obefolkad, med mindre än två invånare per kvadratkilometer.. Det finns inga samhällen i närheten. 
Trakten runt Mount Whymper består i huvudsak av gräsmarker.